# 上野武志
上野 武志（うえの たけし、1931年4月9日 ‐ 2013年9月8日）は、日本の高校野球指導者。東京都（当時は東京府）出身。

## 来歴
現在の豊島区池袋に生まれた。母は宇都宮学園高等学校を経営する上野家の長女で、その弟の上野秀文が同校の校長を務めていた。宇都宮中学を経て、栃木県立宇都宮高等学校では三塁手、早稲田大学教育学部に進み、卒業後は富士機械製造でプレーし、監督も務めた。1959年秋に叔父の秀文から誘われ、宇都宮学園高校野球部コーチとなり、翌年6月から監督に就任。1961年の第43回全国高等学校野球選手権大会に同校を出場させて以降、甲子園常連校となった。1995年の第77回全国高等学校野球選手権大会後に監督を退き総監督になったが、1999年末に引退。2013年9月8日16時45分、宇都宮市の病院で死去した。享年82。

## 指導した選手
- 高嶋徹
- 真中満
- 松修康